# Strzegów (Strzelin)
Strzegów (deutsch Striege) ist ein Ort in der Stadt-Land-Gemeinde Strzelin (Strehlen) im Powiat Strzeliński (Kreis Strehlen) in der Woiwodschaft Niederschlesien in Polen.

## Lage
Nachbarorte sind Dobrogoszcz (Dobergast) im Nordwesten, Gęsiniec (Hussinetz) im Nordosten, Szczodrowice (Wammern) im Süden.

## Geschichte
Die Ersterwähnung erfolgte 1264 als "Stregow". Territorial lag Striege im Herzogtum Brieg. Es wurde von den Schlesischen Piasten regiert und fiel 1675 durch Heimfall an die Krone Böhmen zurück. Nach dem Ersten Schlesischen Krieg wurde Striege mit dem größten Teil Schlesiens 1741/42 an Preußen abgetreten. Eigentümer waren im 18. Jahrhundert das königliche Domänenamt Rothschloß. 1783 bestand das Dorf aus einem Scholzenhof, 22 Bauern die 42 Hufe Land besaßen, einer Mühle und 17 Gärtnern. 1780 betrug die Einwohnerzahl 254. 1845 waren es 63 Häuser, eine Freischoltisei, ein Freigut, 423 Einwohner (59 katholisch und der Rest evangelisch), evangelische Kirche zu Steinkirche, eine evangelische Schule nur für den Ort mit einem Lehrer, katholische Kirche zu Danchwitz, eine Wassermühle mit drei Einwohnern, zwölf Handwerker und ein Kramer. Die Gemeinde zinste an das königliche Rentamt Strehlen und besaß ein Steinbruch in dem 1841 180 Klafter grauer Granit gewonnen wurde.
Bis 1945 gehörte Striege zum Landkreis Strehlen. Der Amtsbezirk hieß Strehlen-Land mit Amtssitz in Strehlen. Als Folge des Zweiten Weltkriegs fiel Striege mit fast ganz Schlesien 1945 an Polen. Nachfolgend wurde es durch die polnische Administration in Strzegów umbenannt. Die deutschen Einwohner wurden, soweit sie nicht schon vorher geflohen waren, vertrieben. Die neu angesiedelten Bewohner stammten teilweise aus Ostpolen, das an die Sowjetunion gefallen war. 